# Chillicothe (Illinois)
Chillicothe is een plaats (city) in de Amerikaanse staat Illinois, en valt bestuurlijk gezien onder Peoria County.

## Demografie
Bij de volkstelling in 2000 werd het aantal inwoners vastgesteld op 5996.
In 2006 is het aantal inwoners door het United States Census Bureau geschat op 5812, een daling van 184 (-3,1%).

## Geografie
Volgens het United States Census Bureau beslaat de plaats een oppervlakte van
13,5 km², waarvan 12,8 km² land en 0,7 km² water. Chillicothe ligt op ongeveer 152 m boven zeeniveau.

## Plaatsen in de nabije omgeving
De onderstaande figuur toont nabijgelegen plaatsen in een straal van 16 km rond Chillicothe.